# フランコ・ブリティッシュ・アビエーション H
FBA H
FBA H
- 用途：偵察機
- 分類：飛行艇
- 設計者：ルイ・シュレック
- 製造者：FBA
- 運用者：#運用国を参照
- 生産数：2,000機前後
- 生産開始：1917年
- 運用開始：1917年
- 運用状況：退役

フランコ・ブリティッシュ・アビエーション H（Franco-British Aviation Type H）はフランコ・ブリティッシュ・アビエーション（FBA）が製造し、第一次世界大戦で使用されたフランスの複葉飛行艇である。偵察機として各国にて使用された。

## 概要
本機は前作であるフランコ・ブリティッシュ・アビエーション C型飛行艇を改良した機体である。C型は機体が小さく搭載量に不満があった為、機体を大型化し発動機も高出力のものとした。
フランス海軍は当機を各地で偵察、対潜哨戒に使用した他、アメリカ海軍、イタリア海軍も地中海やアドリア海で使用していた。生産は1,000機以上におよび、イタリアではSIAI等でライセンス生産され982機が完成した。セルビア、ベルギー、スペイン等に輸出された。

## 技術的特徴
原型機であるドネ・レベック飛行艇と同様のスリッパ形艇体に反り返った尾部、上翼よりやや小さな下翼、主翼は4張間の翼間支柱と補助張線で支持された複葉型式を用いており、上下翼間に水冷式発動機を装備し、これに固定式（プロペラピッチを変更する仕組みをもたない）2翅のプロペラを推進式で装着した。
性能諸元
※使用単位についてはWikipedia:ウィキプロジェクト 航空/物理単位も参照
- 全長： 9.92 m
- 全幅： 14.12 m
- 全高： 3.10 m
- 主翼面積： 40.00 m2
- 自重： 984 kg
- 全備重量： 1,420 kg
- 発動機： イスパノ・スイザ 8Aa 水冷V型8気筒150HP
- 最大速度： 150 km/h
- 航続距離： 450 km
- 実用上昇限度： 4,900 m

- 乗員： 2 名
- 武装： 機銃 ×1から3

爆弾または爆雷200kgまで

## 運用国
ベルギー
- ベルギー空軍 - 1機

 エストニア
- エストニア空軍 - 1機

 フィンランド
- 1機

 フランス
- フランス海軍

 イタリア王国
 ペルー
- 3機

 セルビア王国
- 3機

 スペイン王国
 イギリス
- イギリス海軍 - 4機

 アメリカ合衆国
- アメリカ海軍

 ウルグアイ
- ウルグアイ空軍 - 1機

 ユーゴスラビア
- ユーゴスラビア王立海軍